# Federazione calcistica degli Emirati Arabi Uniti
La Federazione calcistica emiratina (in arabo الاتحاد الاماراتي لكرة القدم, in inglese United Arab Emirates Football Association, acronimo UAEFA) è l'organo che governa il calcio, il Calcio a 5 ed il Beach soccer negli Emirati Arabi Uniti.
Pone sotto la propria egida il campionato e la nazionale emiratina. Fu fondata nel 1971 ed è affiliata all'AFC e alla FIFA.

## Personale Associato
| Nome                            | Posizione                      | Fonte       |
| ------------------------------- | ------------------------------ | ----------- |
| Hamdan bin Mubarak              | Presidente                     | [ 1 ] [ 2 ] |
| Abdullah Nasser Al Jneibi       | Vice-presidente                | [ 1 ] [ 2 ] |
| Yousif Hussain Alsahlawi Al-Ali | 2° Vice-presidente             | [ 2 ]       |
| Mohammed Hazzam Al Dhaheri      | Segretario generale            | [ 1 ] [ 2 ] |
| Hesham Al Zarooni               | Tesoriere                      | [ 1 ]       |
| Michel Sablon                   | Direttore tecnico              | [ 1 ] [ 2 ] |
| Paulo Bento                     | Allenatore Nazionale maschile  | [ 1 ] [ 2 ] |
| Camila Orlando                  | Allenatore Nazionale femminile | [ 1 ]       |
| Salim Al Naqbi                  | Media manager                  | [ 1 ]       |
| Mohamed Al Ashmawi              | Coordinatore Arbitri           | [ 1 ]       |

## Presidenti
Di seguito è riportato un elenco dei presidenti della Federcalcio degli Emirati Arabi Uniti, inclusi quelli dell'era pre-UAEFA.
| Presidente           | Manadato  |
| -------------------- | --------- |
| Mubarak Al Nahyan    | 1957–1961 |
| Ghanem Ghabbash      | 1973–1974 |
| Mana' Al Maktoum     | 1974–1976 |
| Sultan Al Nahyan     | 1976–1981 |
| Hamdan Al Nahyan     | 1984–1993 |
| Abdullah Al Nahyan   | 1993–2001 |
| Saeed Al Nahyan      | 2001–2002 |
| Yousuf Al Serkal     | 2004–2008 |
| Muhammed Al Rumaithi | 2008–2011 |
| Yousuf Al Serkal     | 2011–2016 |
| Marwan Ghalaita      | 2016–2020 |
| Rashid Al Nuaimi     | 2020–2023 |
| Hamdan bin Mubarak   | 2023–     |

## Governance
La Federazione calcistica si occupa dell'organizzazione e della gestione delle competizioni e delle selezioni nazionali di calcio, Calcio a 5 e Beach soccer:

### Selezioni nazionali
- Nazionale Maschile Maggiore;
- Nazionale Under-23;
- Nazionale Under-20;
- Nazionale under-17;

- Nazionale Femminile Maggiore;
- Nazionale Femminile Under-20;
- Nazionale Femminile under-17;

- Nazionale di Calcio a 5 degli Emirati Arabi Uniti;
- Nazionale di beach soccer degli Emirati Arabi Uniti;

### Calcio

#### Leghe nazionali maschili
Livello 1:UAE Arabian Gulf League
Livello 2:UAE First Division League
Livello 3:UAE Second Division League
Livello 4:UAE Third Division League

#### Coppe domestiche maschili
- Coppa del Presidente degli Emirati Arabi Uniti
- UAE League Cup
- UAE Super Cup

#### Leghe nazionali femminili
- UAE Women's Football League

#### Competizioni defunte
- UAE Vice-presidents Cup
- UAE Federation Cup

### Calcio a 5

#### Leghe nazionali maschili
Livello 1:UAE Futsal League

#### Coppe domestiche maschili
- Coppa del Presidente degli Emirati Arabi Uniti di Calcio a 5
- UAE Futsal Federation Cup
- UAE Futsal Super Cup